# Miss Internacional 2008
Miss Internacional 2008 fue la 48.ª edición de Miss Internacional que se llevó a cabo en el Venetian Macao-Resort-Hotel, en Macao el 8 de noviembre de 2008. 63 concursantes de diferentes países y territorios compitieron por el título. Al final del evento, Priscila Perales, Miss Internacional 2007, de México, coronó a Alejandra Andreu, de España, como su sucesora.

## Resultados
| Resultado               | Candidata |
| ----------------------- | --- |
| Miss Internacional 2009 | - España - Alejandra Andreu |
| 1.ª finalista           | - Colombia- María Cristina Díaz-Granados |
| 2.ª finalista           | - Polonia - Anna Tarnowska |
| 3.ª finalista           | - China - Changwen Liu |
| 4.ª finalista           | - República Checa - Zuzana Putnářová |
| Semifinalistas (Top 12) | - Ecuador - Jennifer Pazmiño - Japón - Kyoko Sugiyama - Líbano - Jessica Michelle Kahawaty - Filipinas - Patricia Fernández - Puerto Rico - Miriam Pabón - Turquía - Gülsün Uslu - Venezuela - Dayana Colmenares |

### Premios Especiales
- Miss Fotogénica:  España, Alejandra Andreu
- Mejor Traje Nacional:  Aruba, Nuraysa Lispier
- Miss Belleza Natural:  Bielorrusia, Tatiana Ryneiskaya
- Miss Amistad:  El Salvador, Georgina Cisneros

## Relevancia histórica del Miss Internacional 2008
- España gana Miss Internacional por tercera vez.
- Colombia obtiene el puesto de Primera Finalista por primera vez.
- Polonia obtiene el puesto de Segunda Finalista por primera vez.
- China obtiene el puesto de Tercera Finalista por primera vez.
- República Checa obtiene el puesto de Cuarta Finalista por primera vez.
- España, Japón, Puerto Rico, República Checa, Turquía y Venezuela repiten clasificación a semifinales.
- Japón clasifica por décimo sexto año consecutivo.
- Venezuela clasifica por cuarto año consecutivo.
- España y Puerto Rico clasifican por tercer año consecutivo.
- Turquía clasifica por segundo año consecutivo.
- China y Colombia clasificaron por última vez en 2006.
- Filipinas clasificó por última vez en 2005.
- Líbano y Polonia clasificaron por última vez en 2002.
- Ecuador clasificó por última vez en 1970.
- En esta edición clasificaron igual número de representantes a semifinales por parte de América, Asia y Europa, no obstante Europa dominó  la final colocando tres países, España, Polonia y República Checa.
- Ninguna nación de África u Oceanía clasificaron a la ronda de semifinales.

## Concursantes
| País                 | Delegada                             | Edad | Altura (en pies) | Ciudad Natal         |
| -------------------- | ------------------------------------ | ---- | ---------------- | -------------------- |
| Alemania             | Katja Bondarenko                     | 21   | 5'9"             | Niedersachsen        |
| Argentina            | Yésica Natalia Di Vincenzo           | 20   | 5'8"             | Mar del Plata        |
| Aruba                | Nuraysa Lispier                      | 23   | 5'8"             | San Nicolaas         |
| Australia            | Kristal Hammond                      | 22   | 5'10"            | Waroona              |
| Bahamas              | Amy Knowles                          | 22   | 5'7"             | Isla de San Salvador |
| Bielorrusia          | Tatiana Ryneiskaya                   | 21   | 5'9"             | Minsk                |
| Bélgica              | Charlotte Van De Vijver              | 24   | 5'9"             | Oost-Vlaanderen      |
| Bolivia              | Paula Andrea Peñarrieta Chaga        | 19   | 5'10"            | Cochabamba           |
| Brasil               | Vanessa Lima Vidal                   | 24   | 5'10"            | Fortaleza            |
| Canadá               | Elena Semikina                       | 25   | 6'1"             | Toronto              |
| China                | Chang Wei Liu                        | 21   | 5'9"             | Pekín                |
| Colombia             | María Cristina Díaz-Granados Dangond | 20   | 5'11"            | Bogotá               |
| Corea                | Min-jeong Kim                        | 19   | 5'7"             | Daegu                |
| Ecuador              | Jennifer Stephanie Pazmiño Saldaña   | 19   | 5'11"            | Guayaquil            |
| El Salvador          | Georgina Cisneros Rangel             | 20   | 5'7"             | San Salvador         |
| Eslovaquia           | Lenka Sýkorová                       | 21   | 5'8"             | Bratislava           |
| España               | Alejandra Andreu Santamarta          | 19   | 5'8"             | Zaragoza             |
| Estados Unidos       | Kelly Best                           | 22   | 5'9"             | Troy                 |
| Etiopía              | Nardos Desta Tafese                  | 20   | 5'9"             | Adís Abeba           |
| Filipinas            | Patricia Isabel Medina Fernandez     | 22   | 5'6"             | Ciudad Quezón        |
| Finlandia            | Jaana Taanila                        | 18   | 5'10"            | Haukipudas           |
| Francia              | Vicky Michaud                        | 21   | 5'6"             | Paray Le Monial      |
| Grecia               | Sofia Roditi                         | 24   | 5'9"             | Atenas               |
| Guadalupe            | Nancy Karen Fleurival                | 24   | 6'2"             | Les Abymes           |
| Guatemala            | Wendy Karina Alvizures Del Cid       | 19   | 5'7"             | Chimaltenango        |
| Hawái                | Serena Karnagy                       | 18   | 5'5"             | Honolulu             |
| Hong Kong            | Sire Ma                              | 20   | 5'3 1/2"         | Chongqing            |
| India                | Radha Bhrahmbhatt                    | 19   | 5'11"            | Northwood            |
| Indonesia            | Duma Riris Silalahi                  | 24   | 5'7"             | Medan                |
| Italia               | Luna Isabella Voce                   | 20   | 5'9"             | Crotone              |
| Japón                | Kyoko Sugiyama                       | 23   | 5'9"             | Kanagawa             |
| Letonia              | Kristina Djadenko                    | 24   | 5'8"             | Riga                 |
| Líbano               | Jessica Michelle Kahawaty            | 20   | 5'9"             | Sídney               |
| Liberia              | Telena J'Garmonu Cassell             | 24   | 5'7"             | Monrovia             |
| Macao                | Florence Loi                         | 23   | 5'5"             | Macau                |
| Malasia              | Zi Wei Tham                          | 23   | 5'9"             | Kuala Lumpur         |
| México               | Lorenza Bernot Krauze                | 19   | 5'9"             | Cuernavaca           |
| Mongolia             | Ochgerel Khulangoo                   | 20   | 5'9"             | Ulán Bator           |
| Nueva Zelanda        | Rhonda Grant                         | 23   | 5'10"            | Napier               |
| Noruega              | Lisa-Mari Moen Jünge                 | 20   | 5'10"            | Molde                |
| Panamá               | Alejandra Felicia Arias Rivera       | 20   | 5'9"             | Ciudad de Panamá     |
| Paraguay             | Rossana Elizabeth Galeano Benítez    | 19   | 5'7"             | Eusebio Ayala        |
| Perú                 | Lourdes Massiel Vidal Rosado         | 22   | 5'7"             | Lima                 |
| Polonia              | Anna Tarnowska                       | 23   | 5'10"            | Szczecin             |
| Puerto Rico          | Miriam Ivette Pabón Carrión          | 23   | 5'7"             | Las Piedras          |
| Reino Unido          | Nieve Jennings                       | 21   | 5'9"             | Bishopbriggs         |
| República Checa      | Zuzana Putnářová                     | 21   | 5'11"            | Ostrava              |
| República del Congo  | Fatouma Blanda Eboundit              | 22   | 5'10"            | Brazzaville          |
| República Dominicana | Claudia Mabel Peña Gómez             | 19   | 5'11"            | Bonao                |
| Rusia                | Ekaterina Grushanina                 | 22   | 5'10"            | Cheliábinsk          |
| Serbia               | Sanja Radinovic                      | 19   | 5'9"             | Belgrade             |
| Singapur             | Tok Wee Ee                           | 18   | 5'5"             | Singapur             |
| Sri Lanka            | Faith Landers                        | 22   | 5'5"             | Colombo              |
| Surinam              | Mireille Nederbiel                   | 24   | 5'9"             | Paramaribo           |
| Suecia               | Jenny Jansson                        | 21   | 5'6"             | Nässjö               |
| Tailandia            | Panasrom Kumkit                      | 19   | 5'7"             | Hat Yai              |
| Taiwán               | Ting Yen Yu                          | 24   | 5'7"             | Taipéi               |
| Tanzania             | Jamillah Nyangasa                    | 23   | 5'11"            | Kilimanjaro          |
| Turquía              | Gülsün Uslu                          | 21   | 5'10"            | Izmir                |
| Ucrania              | Yulia Galichenko                     | 23   | 5'10"            | Mariúpol             |
| Venezuela            | Dayana Carolina Colmenares Bocchieri | 23   | 5'9"             | Maracay              |
| Vietnam              | Cao Thùy Dương                       | 20   | 5'7"             | Hanói                |
| Zambia               | Chipo Mulubisha                      | 20   | 5'6"             | Lusaka               |

### No concretaron su participación
- Costa Rica - Mónica González Rodríguez
- Estonia - Kardi Nogu
- Martinica - Violène Grainville

### Datos Acerca de las Delegadas
- Algunas Candidatas Participaron o Participarán en algún certamen de Belleza de Importancia.
  - Yésica  Di Vincenzo  Argentina participó en Miss Universo 2010 sin lograr clasificar y luego en Reina Hispanoamericana 2010 donde resultó quinta finalista.
  - Jeniffer Pazmiño  Ecuador participó en Miss Tierra 2010 donde resultó Miss Tierra Aire (VIRREINA)

### Países que regresan a la competencia
- Italia compitió por última vez en 1992.
- Bélgica compitió por última vez en 1996.
- Hawái y Zambia compitieron por última vez en 2004.
- Bahamas, Macao y Suecia compitieron por última vez en 2005.
- Noruega compitió por última vez en 2006.